# Transport i podróże w czasach I Rzeczypospolitej

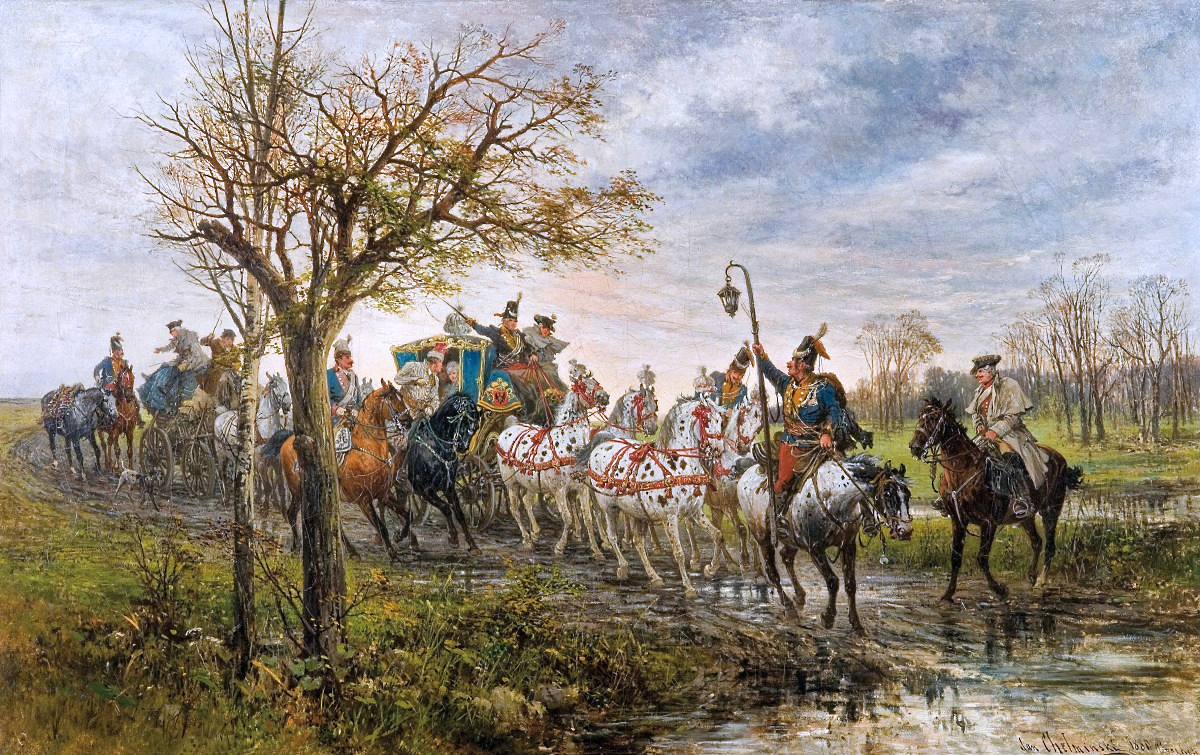
Orszak magnacki w podróży; mal. Jan Chełmiński (1880)

Podróże w I Rzeczypospolitej pomimo złego stanu dróg i mostów odbywano często; podróżowali cudzoziemcy, duchowni, mieszczanie i chłopi, najczęściej jednak udawali się w drogę przedstawiciele stanu szlacheckiego. Jeździli do krewnych i znajomych, na procesy sądowe, a także na sejmiki i okazowania. Szczególnie okazałe były orszaki magnackie, często liczące kilkadziesiąt wozów i kilkaset koni. Ze względu na jakość szlaków lądowych duże znaczenie w transporcie masowym miał spław rzeczny towarów i ludzi. Polacy podróżowali także po Europie – zarówno w celach edukacyjnych, jak i krajoznawczych bądź dyplomatycznych. Od połowy XVII wieku zaczęła się jednak ujawniać ksenofobia i ignorancja polskich podróżników, uznających odwiedzane kraje za pośledniejsze względem Rzeczypospolitej, a ich mieszkańców za „prostaków”.

## Szlaki drogowe i mosty
Stan dróg w Rzeczypospolitej był bardzo zły, co stwierdzali zarówno Polacy, jak i cudzoziemcy. Trakty były w większości nieutwardzone i silnie wyjeżdżone. Jesienią i podczas wiosennych roztopów zamieniały się w błotne grzęzawiska, latem były zwykle zakurzone, a zimą zaspy i zamiecie w wielu miejscach niemal uniemożliwiały transport. Dodatkowy problem stanowił brak mostów lub ich kiepski stan. Przyjęło się nawet przysłowie: Polski most, niemiecki post, włoskie nabożeństwo, wszystko to błazeństwo, znane w różnych odmianach w całej Europie jako pons polonicus czy eine polnische Brücke. Za przejazd przez ważniejsze z nich trzeba było dodatkowo płacić. W zamian właściciele przepraw zobowiązani byli do utrzymania ich w dobrym stanie. O większość mostów nikt jednak nie dbał i rzeki często trzeba było pokonywać w bród. Tam, gdzie rzeka była szersza i głębsza, uruchamiano przewozy obsługiwane przez promy lub szerokie, płaskodenne statki rzeczne.

### Karczmy

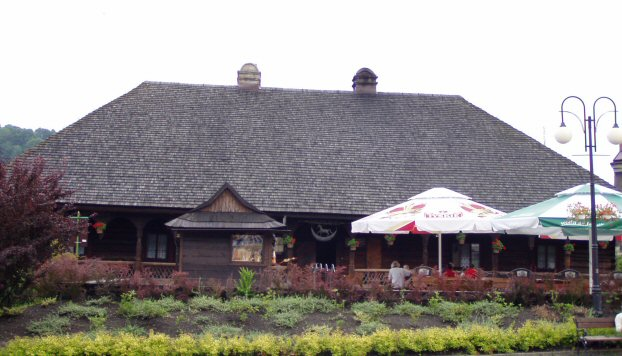
Karczma „Rzym” z XVIII w., stan obecny

Na nocleg zatrzymywano się u znajomych i krewnych, w klasztorach lub w licznych przydrożnych karczmach. Jakość tych ostatnich pozostawiała jednak wiele do życzenia. Przeważnie były one brudne, pełne robactwa i słabo wyposażone. Panującą w nich sytuację przedstawił podróżujący po Małopolsce w XVIII wieku śląski lekarz Jan Jakub Kausch:

Podróżny nie ma co marzyć o gościnnym pokoju, o łóżku, nie może nawet liczyć, że zaspokoi głód. Zajazd w mieście czy na wsi tym tylko różni się od zwykłego domu, że składa się z jednej wielkiej izby z kominem i ma wielką stajnię dla koni podróżnych. Kto przywiezie z sobą znaczny zapas żywności i inne niezbędne przedmioty, może oczywiście liczyć na zabezpieczenie pozostałych drobnych potrzeb; kto jednak tego nie uczyni, dotkliwie poczuje braki na każdym kroku.

Karczmy – podobnie zresztą jak gospody w miastach – cieszyły się złą opinią, jako ulubione miejsca wszelkiej maści „ludzi gościńca”: przestępców, włóczęgów i prostytutek. Jedynie wyższej klasy lokale posiadały wydzielone sale dla lepszych gości. Dopiero pod koniec XVII wieku zaczęły powstawać hotele. Pierwszym, który na takie miano zasługiwał, był wybudowany w latach dziewięćdziesiątych tegoż stulecia warszawski „Marywil”.
Karczma była dość dużym drewnianym budynkiem, składającym się z obszernej izby z sienią i alkierzem, tudzież przylegającej do niej szopy zwanej „stanem”, która była stajnią, wozownią i noclegownią dla podróżnych, którzy z powodu zgiełku i zaduchu lub też braku miejsca nie mogli nocować w izbie.
Miały też karczmy swoje nazwy własne, często zagadkowe. Powszechnie znano takie karczmy jak: Przerwa, Zmiana, Przysługa, Czekaj, Wrzaski czy Zbójnia. Były też i takie, które nazwy brały od miejsc, jak Rzym (miejsce postojowe pielgrzymów), Paryż czy Warszawa. Część tych nazw została następnie przyjęta przez osiedla, przedmieścia lub dzielnice miast: Wygoda, Utrata lub Nowy Świat.

## Transport wodny
Ze względu na stan traktów drogowych ważną rolę w transporcie masowym odgrywał spław rzeczny. Rzeki takie jak Wisła, San, Bug, Narew, Niemen, Warta, Pina, Dniepr czy Dźwina oraz kanał Królewski stanowiły podstawowe arterie komunikacyjne Rzeczypospolitej. Głównym portem docelowym był Gdańsk, mniejszą rolę odgrywały Elbląg, Lipawa, Rewel i Ryga. Sezon żeglugowy trwał od marca do listopada. Spławiano głównie drewno i produkty przemysłu leśnego, a przede wszystkim zboże, którego transport organizowali magnaci, szlachta, duchowieństwo, mieszczaństwo, a nawet zamożniejsi chłopi pomorscy. Na 246 procesów sądowych w sprawie nadużyć przy sprzedaży zboża w Gdańsku w XVI i XVII wieku, w 209 przypadkach (~85%) mowa jest o sługach przewożących zboże pańskie, a tylko w 37 przypadkach (15%) przewoźnikami byli szlachcice-właściciele.
Szlachta średnia i drobna organizowała spław zwykle przy pomocy czeladzi i chłopów pańszczyźnianych, rezygnując z wynajmu drogich, bo zorganizowanych w cechy, zawodowych flisaków (naliczających koszt spławu od 6% wartości przewożonego towaru wzwyż), a zadowalając się jedynie zatrudnieniem jednego fachowca-retmana, który był zobowiązany doprowadzić kilka szkut z chłopami-flisami do miejsca przeznaczenia. Szlachta miała tu przewagę nad mieszczaństwem, które musiało korzystać z zawodowych flisaków, a ponadto nie było zwolnione od ceł.
Towary spławiano rozmaitymi statkami rzecznymi od dużych wiosłowo-żaglowych szkut i dubasów po proste komięgi, barki i tratwy. Ich obsługę stanowił zespół fachowców. Najważniejszym z nich był kierownik spławu (szyper), któremu podlegali: pilot (retman), sternicy i stanowiący personel podstawowy flisacy (oryle).
Szkuty służyły też komunikacji pasażerskiej. Bywało, że całe dwory magnackie podróżowały w ten sposób. Gdy król Zygmunt III Waza wybierał się w roku 1594 do Szwecji, z Warszawy do Gdańska płynął Wisłą, by tam – w Twierdzy Latarni – przesiąść się na statek pełnomorski. Należy też wspomnieć o zastosowaniu transportu wodnego w innych celach: na przykład w XVI wieku z Krakowa do Warszawy spławiono Wisłą nagrobek ostatnich książąt mazowieckich, Stanisława i Janusza.
Dużo mniej popularna była żegluga morska. Poza zamieszkującymi wybrzeże rybakami i marynarzami na morze zapuszczali się nieliczni. Nawet główne miasto portowe, Gdańsk, nie posiadało większej floty i korzystało przeważnie z usług obcych armatorów: w drugiej połowie XV i na początku XVI wieku koszt przewozu towaru morzem przekraczał najczęściej połowę jego wartości. Same statki też były kosztowne; przeciętny wiek ich służby nie przekraczał 2–4 lat, a liczne opłaty portowe i celne, podatki i żołd marynarzy wymagały sporych nakładów, na co mogli sobie pozwolić tylko najbogatsi z gdańskich kupców.
Polacy niechętnie wyprawiali się na morze, znacznie pewniej i bezpieczniej czując się na lądzie:

Bezpieczniej Polak w polu z kopiją poskoczy

I na ziemi do szable barziej on ochoczy –

A maszt, żagiel i kotew krzywą niech ci mają,

Co nad słonym Neptunem od pieluch mieszkają!

O dalekich podróżach morskich ziemianin, czy nawet patrycjusz gdański, wolał dowiadywać się raczej z książek niż z autopsji. Jan Dantyszek, urodzony gdańszczanin, po podróży z Anglii na Półwysep Iberyjski (1522) oświadczył, że nie odbyłby jej ponownie „nawet za cenę królestwa świata”.

## Formy transportu lądowego
| Środek transportu        | Prędkość w kilometrach na godzinę | Dystans dzienny w kilometrach |
| ------------------------ | --------------------------------- | ----------------------------- |
| Pieszo                   | 3-4                               | 20-25                         |
| Wozem                    | 4-6                               | 25-30                         |
| Konno                    | 7-9                               | 30-40                         |
| Dyliżansem               | 15-18                             | 60-70                         |
| W kawalkadzie magnackiej |                                   | 25-30                         |

Najbiedniejsi podróżni przemieszczali się pieszo, inni jeździli konno lub korzystali z rozmaitych pojazdów kołowych, czasami ciągniętych przez woły. Pojazdem dla ludzi niezamożnych była tzw. kolasa, czyli zwyczajny wóz z miejscami do siedzenia. Odmiennych środków transportu używali ludzie bogaci. Przyjęte było, że szlachcic podróżował konno, chyba że nie pozwalały mu na to wiek lub zdrowie. W XVI wieku wśród warstw wyższych rozpowszechniła się kolebka z pudłem zawieszonym na rzemiennych pasach. Sporą popularnością cieszyły się również kryte wozy zwane koczami lub kotczymi. Magnateria od XVII wieku używała luksusowych, bogato zdobionych karet i karoc. W XVIII wieku do użytku weszły lekkie pojazdy przeznaczone do krótkich podróży i spacerów: wizawy, faetony, kariolki i soliterki. W drugiej połowie XVIII wieku na głównych traktach pojawiły się dyliżanse pocztowe, co znacznie skróciło czas podróży z miasta do miasta. Prędkość podróży była różna, co przedstawia zamieszczona wyżej tabela.

### Konie polskie

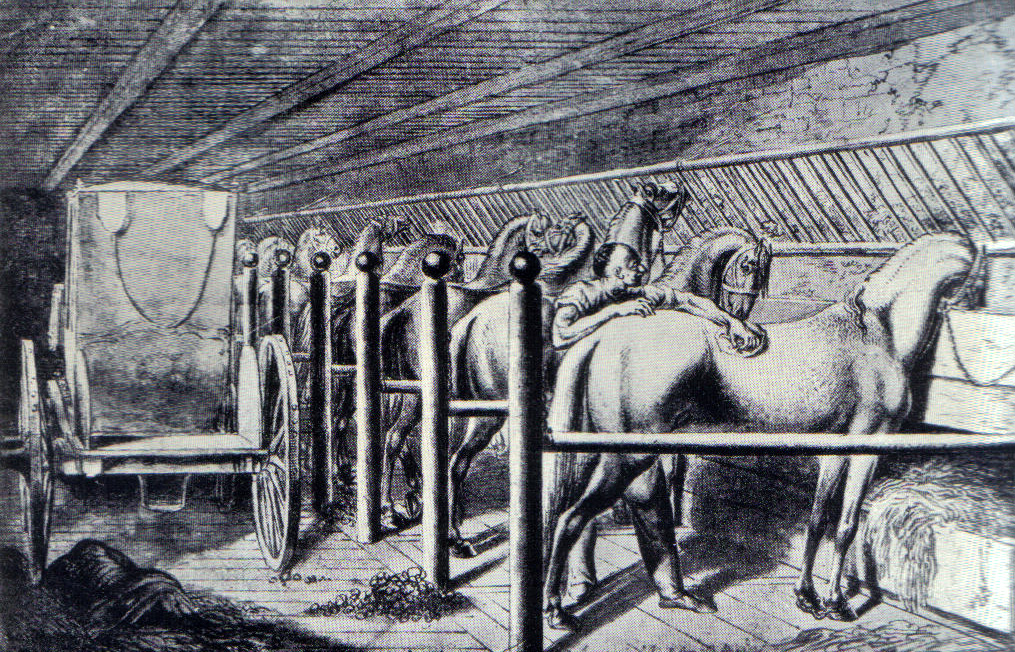
„W gdańskiej stajni magnata”, Daniel Chodowiecki 1773

W czasach I Rzeczypospolitej koń odgrywał bardzo ważną rolę w prawie każdej dziedzinie życia obywateli, zwłaszcza szlachty. Był potrzebny jako środek lokomocji, służył na wojnie, był także towarzyszem zabaw i polowań. Hodowlę koni, wysoko cenionych także za granicą, prowadzono na szeroką skalę. Konie te, których rasa wyginęła na przełomie XVIII i XIX wieku, charakteryzowały: wzrost (150–160 cm), „arabska” głowa, wysoki kłąb, zaokrąglony zad i suche kończyny o wyraźnych ścięgnach. Koń polski był wolniejszy od araba, ale masywniejszy, odporniejszy na trudy, gorsze jedzenie i zmiany pogody. Cudzoziemcy cenili go za wytrwałość, miękki chód, siłę i za to, że nie potrzebował kucia, tak twarde miał kopyta.
Wielkopańskie stadniny liczyły często nawet kilka tysięcy wierzchowców i cieszyły się sporą estymą zarówno w Polsce, jak i za granicą. Hodowle prowadzili między innymi Sanguszkowie w Sławucie, Buczaccy w Buczaczu, Sobiescy w Żółkwi i Chodkiewiczowie w dobrach lachowieckich na Rusi Czarnej. Także średnio zamożni szlachcice posiadali często kilkanaście, a nawet kilkadziesiąt koni. Konie bojowe pochodziły właśnie ze stajen szlacheckich, więc hodowla musiała stać na wysokim poziomie. O zwierzętach tych członek rodu Grocholskich pisał:

Mówcie wy sobie o angielskiej rasie,

O zimnokrwistych także Perszeronach!

Dyskutujcie w zgiełku i hałasie

O cudzoziemskich wymokłych ogonach.

Lecz kto rzetelnie i prawdziwie zna się

Na wytrzymałych i szlachetnych koniach,

Ten wie dokładnie, że z koni podolskich

Powstała sławna rasa Koni Polskich.

Koni używano do transportu, ale przede wszystkim do celów wojskowych. W Rzeczypospolitej prawie nie praktykowano ćwiczeń pieszych, co Łukasz Górnicki podsumował słowami: my w piły nie grywamy, jak we Francji. Konie polskie ze względu na ich siłę i wytrzymałość wykorzystywano przede wszystkim w roli wierzchowców wojskowych. Jako zwierzęta pociągowe służyły inne rasy, od chłopskich mierzynków i hucułów po konie zimnokrwiste, sprowadzane przez zamożną szlachtę i magnaterię z zagranicy, co stało się powszechnym zwyczajem dopiero w XIX wieku.

### Szlachecki tabor podróżny

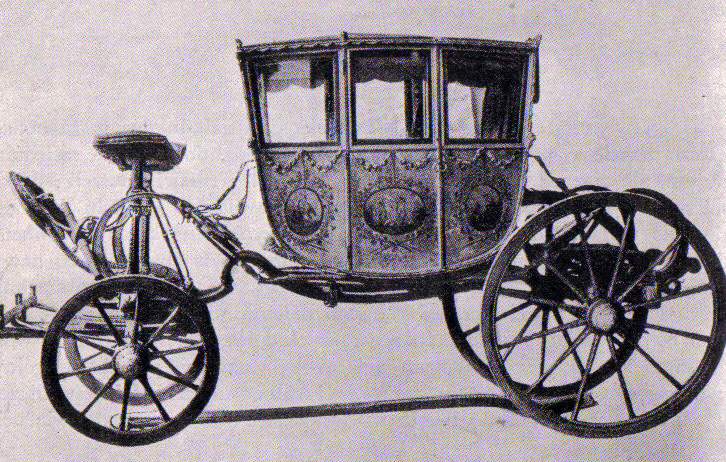
Kareta arcybiskupa lwowskiego z XVIII w.

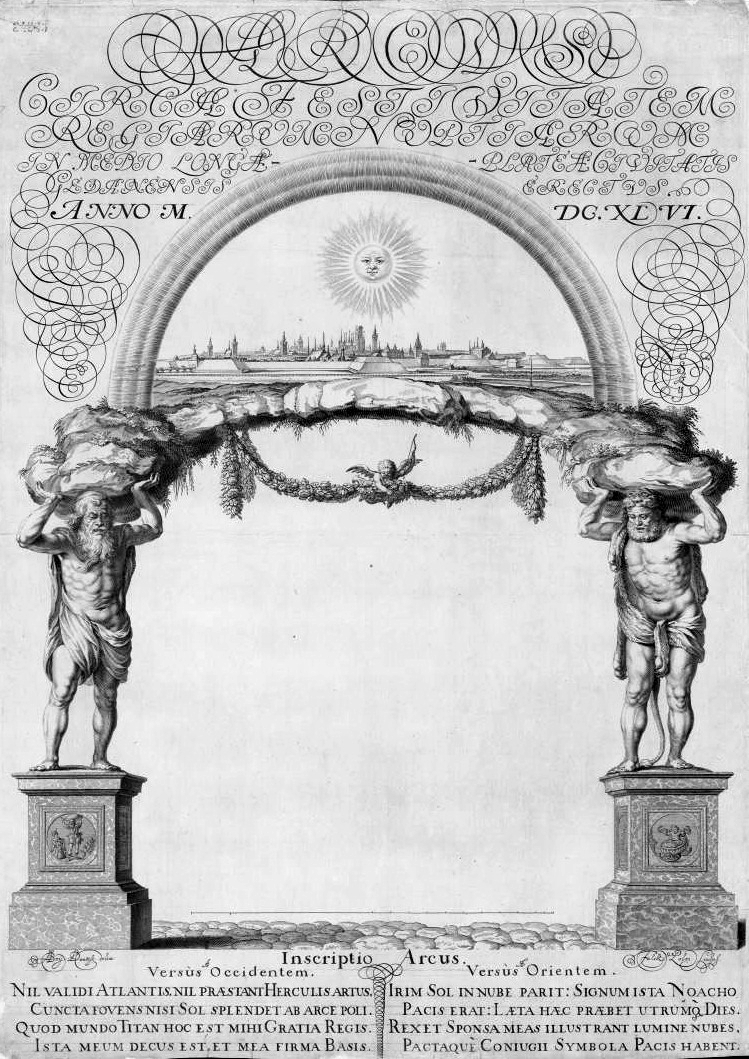
Brama tryumfalna z Atlasem i Herkulesem wystawiona w Gdańsku na cześć Ludwiki Marii Gonzagi, 1646

Wielkość taboru, jego okazałość i liczba służby świadczyły o bogactwie i pozycji podróżującego. Przedstawiciel szlachty średniej przemieszczał się najczęściej na czele karawany złożonej z czterech-sześciu wozów. Pierwsza kolebka przeznaczona była dla pana (chyba że podróżował konno). Dalej jechały kareta pani i wóz z kuchnią. Orszak zamykały przeznaczone na garderobę, pościel i serwis podróżne „wozy skarbne”. Taborowi towarzyszyło kilka luźnych koni i gromada czeladzi. Służba zaspokajała potrzeby państwa, jak również odgrywała rolę obronną i zapewniała siłę potrzebną np. przy wyciąganiu wozów z grzęzawiska lub przepychaniu ich przez brody.

### Kawalkada magnacka
Znacznie okazalej podróżowali magnaci, którzy w ten sposób starali się okazywać swoją pozycję społeczną. Ich tabory często składały się z kilkunastu, lub nawet kilkudziesięciu wozów: skarbnych, kuchennych, piwnicznych, karet dla dam, kolebek dla dworzan itd. Do wozów zaprzęgano po sześć, lub nawet osiem koni, mimo że wystarczyły trzy lub cztery. Kawalkadzie towarzyszyły też setki służących. Większość z nich nie pełniła żadnej funkcji, ale samą obecnością świadczyła o zamożności pana. Dla okazania zbytku białym koniom malowano na czerwono grzywy, a pojazdy bogato złocono. Obijano je kosztownymi materiałami, ozdabiano kobiercami i rzeźbami. Już Mikołaj Rej opisywał owe rozliczne, a dziwnie przyprawne kolebki z wywieszonymi kobiercy, z altembasowymi wezgłowiami, ze szkarłatnymi pomponami, z pozłocistymi lewki.
Wiele informacji o bogactwie i liczebności magnackich kawalkad znajduje się w zachowanych źródłach. Wojewoda kijowski Konstanty Wasyl Ostrogski w każdą, nawet najkrótszą podróż zabierał wóz kosztowności: trzy tuziny złocistych półmisków, kilka tuzinów talerzy pozłocistych, lub także całozłocistych, kilka tuzinów talerzy białosrebrnych, sześć mis olbrzymich rozmiarów, kilka tuzinów łyżek, dużą wannę srebrną ze złocistymi obręczami, nie wliczając flasz i kubków itd. Podobnie czynili inni magnaci, zabierając ze sobą liczne zbroje, szaty i klejnoty. O przepychu podróży możnowładczych świadczą słowa księcia Bogusława Radziwiłła z 1665 roku skierowane do narzeczonej: choćbym incognito do Mitawy przyjechał, tobym przecież musiał mieć 1000 koni i ludzi ze sobą, tobym razem całą Mitawę wyjadł. Magnat nie przesadzał, bo np. podróż księcia Adama Czartoryskiego z Puław na Wołyń odbyła się w 400 koni i 14 wielbłądów. Podobnie książę Karol Radziwiłł w 1778 wjechał do Lwowa poprzedzony karawaną wielbłądów i jucznych mułów. Tego typu wjazdy, zarówno magnatów, jak i królów, stanowiły wielkie uroczystości, a niekiedy urastały wręcz do rangi świąt publicznych. Ozdabiano domy i ulice, a nocą bogato oświetlano miejsce przejazdu orszaku. Często stawiano nawet specjalne konstrukcje okolicznościowe, w tym przede wszystkim bramy triumfalne.
Dokładny opis pełnych zbytku podróży Stanisława Lubomirskiego znajduje się w broszurze jego kuchmistrza Stanisława Czarnieckiego. Wyjazd kawalkady rozłożony był na pięć dni. Pierwszego ruszał oddział nadwornej piechoty węgierskiej, drugiego orszak koni wozowych i wierzchowych, trzeciego muzykanci, czwartego „myślistwo”, a dopiero piątego sam Lubomirski z dworzanami. Karecie towarzyszył orszak ubranych w srebrne zbroje kozaków i drużyna dragonii. Dalej poruszał się długi szereg koczów wiozących świtę magnata.
Podróże magnatów wiązały się z wielkimi kosztami. Przykładowo: wyprawa Szczęsnego Potockiego z Tulczyna do Lubomla w 1792 roku kosztowała bardzo wysoką na owe czasy kwotę 372 000 złp. Przepych orszaków w satyrycznych słowach podsumował Klonowic:

I animusz to lichy, poszedł na prostaka,

Który tysiąca osób nie chowa orszaka,

A już swego szlachectwa wiele ten uroni,

Komu woza nie ciągnie procesyja koni.

Już teraz syzem jeździć i kwatrem i dryją,

Tylko owym należy, co żebractwem żyją.

I owszem, chociaż tracim, dobrowolnie giniem,

Nie godzi nam się jeździć jeno szkap tuzinem.

## Podróże krajowe
Stan arterii komunikacyjnych i zamknięty, samowystarczalny charakter dworów szlacheckich mógłby sugerować, że mieszkańcy Rzeczypospolitej opuszczali swoje domostwa rzadko i tylko kiedy było to absolutnie konieczne. W rzeczywistości sytuacja była odwrotna: Polacy podróżowali bardzo często i z wielu różnych pobudek. Sytuację trafnie podsumowuje niemiecka przypowieść, zgodnie z którą życie Polaka upływało na trzech rzeczach: deklamacji, hulance i podróżach (łac. declamationes, comessationes et profectiones quotidiance); podobne opinie wygłaszali sami Polacy, jak i przybysze z zagranicy: Francuz Laboureur nazywa mieszkańców Rzeczypospolitej największymi podróżnikami Europy (fr. les plus grands voyageurs de l’Europe). Również źródła polskie ukazują liczne przykłady szlachcica „przewoźnego”, podróżującego „rzemiennym dyszlem”.

### Mieszczaństwo i chłopi
Chłopi podróżowali niezbyt często, a jeśli, to przede wszystkim w interesach. Pieszo lub wozem wyruszali na targi i jarmarki. Ich ruchliwość ograniczało przywiązanie do ziemi i zamknięta struktura folwarku pańskiego. Zdarzało się jednak, że dziedzic wysyłał młodego chłopa do wojska bądź do miasta na naukę rzemiosła, albo że protegowany proboszcza trafiał „do szkół” i – jeśli wrócił – przynosił na wieś nowinki ze świata.
Pewną formą przemieszczania się było zbiegostwo chłopów pańszczyźnianych, którzy – choć niezbyt masowo – przenosili się na tereny słabiej zaludnione, dzięki czemu powstawała warstwa ludności wolnej. Ucieczki te zasilały populację wyludnianej przez najazdy tatarskie Ukrainy i puszczańskiego pogranicza Prus i Mazowsza: Kurpie, Mazury.
Mieszczaństwu w podróżowaniu przeszkadzał zakaz posiadania pozamiejskich dóbr ziemskich i wysoki koszt transportu. Przedstawiciele tej warstwy (nie licząc patrycjatu miast królewskich: Krakowa, Lwowa, a w pierwszej mierze Gdańska) nie podróżowali w celach politycznych ze względu na bardzo ograniczone prawa publiczne, bowiem zarówno kwestie władzy, wymiaru sprawiedliwości, jak i wojskowości pozostawały w gestii szlachty. Były natomiast miasta (szczególnie od połowy XV do połowy XVII wieku) prężnymi ośrodkami handlowymi. Wyróżniał się tu Lublin, który stał się miejscem kontaktów kupców obu krajów Rzeczypospolitej. Jednak po „Potopie” szwedzkim dał się zauważyć powolny upadek miast, co odczuły nawet największe z nich (np. Poznań liczył zaledwie 30% mieszkańców w porównaniu ze stanem z lat czterdziestych XVII wieku). Upadek miast w XVIII wieku był jeszcze głębszy; najtrafniej obrazuje to trzecia strofa Monachomachii:

W mieście, którego nazwiska nie powiem,

Nic to, albowiem do rzeczy nie przyda;

W mieście, ponieważ zbiór pustek tak zowiem,

W godnem siedlisku i chłopa i żyda;

W mieście (gród, ziemstwo trzymało albowiem,

Stare zamczysko, pustoty ohyda).

Były trzy karczmy, bram cztery ułomki,

Klasztorów dziewięć, i gdzieniegdzie domki.

### Szlachta
Szlachta podróżowała z licznych i zróżnicowanych pobudek. Często odwiedzano znajomych i rodzinę. Włoski obserwator zanotował, że Polacy byli w ciągłym ruchu do krewnych i przyjaciół i nie odstraszała ich nawet stumilowa odległość. Poza folwark wyruszano także w interesach handlowych i celem prowadzenia spraw sądowych. Procesy były wśród szlachty rzeczą powszechną. Jak stwierdził Władysław Łoziński „nie było prawie szlachcica, który by nie chadzał do prawa, nie potrzebował oblatować jakiegoś przywileju, munimentu, intercyzy; aktykować czegoś ku wiecznej rzeczy pamięci, obdukować, manifestować się lub protestować”. Szlachta jako warstwa rządząca zbierała się także na sejmikach, gdzie m.in. wybierano posłów na sejm i deputatów do trybunału. Rzadziej stawiano się na okazowaniach, czyli obowiązkowych, ale przy tym powszechnie ignorowanych przeglądach wojskowych. Jeżdżono również do szkół: przede wszystkim kolegiów jezuickich i pijarskich oraz protestanckich gimnazjów.
Cel podróży stanowiły zwykle miasta wojewódzkie i to one były połączone głównymi szlakami komunikacyjnymi. Szczególne znaczenie posiadały stolice państwa: Kraków, Warszawa i Wilno, oraz siedziby trybunału koronnego: Lublin i Piotrków. Handel skupiony był we Lwowie, w Gdańsku i Toruniu, tam więc często wyruszano w interesach.

### Przybysze ze świata
Podróżnikami z Zachodu szczególnie widocznymi, bo pozostawiającymi opisy tego, co widzieli w Polsce, byli obcokrajowcy: dyplomaci, artyści, duchowni, wojskowi, kupcy. Ich spostrzeżenia, czasami zawarte w obszernych relacjach, jak na przykład „Déscription de l’Ukraine” markiza Guillaume’a Le Vasseur de Beauplana, architekta, kartografa i pisarza francuskiego, który spędził w Rzeczypospolitej osiemnaście lat (1630-1648).
Obok tych przybyszów, dla których Polska była tylko jednym z etapów wędrówki, byli też tacy, którzy osiedlali się na stałe. Należeli do nich liczni w miastach Niemcy (ci polszczyli się dość szybko), Wołosi, Szkoci, Tatarzy, a także Ormianie, którzy łatwo się asymilowali, a swymi centrami handlowymi, kulturalnymi i religijnymi uczynili Lwów, Zamość i Kazimierz nad Wisłą. Monopolizowali handel wschodni, widziano ich zaś tak:

Oto włosaci handlowni Ormianie

Przywożą towar ze Wschodu bogaty;

U nich tureckich kobierców dostanie,

U nich złotogłów i jedwab na szaty;

Wonny cynamon, co lubimy tyle,

Do ich towarów przywoźnych się liczy;

Pieprz, trzcina, imbier i słodkie daktyle,

Kwiat muszkatowy i szafran dziewiczy.

### Korespondencja
Ważną rolę w życiu szlachty i mieszczaństwa pełniła wymiana listów. Sztuką epistolarną zajmowali się przede wszystkim przedstawiciele warstw wyższych, którzy w korespondencji podejmowali nie tylko kwestie prywatne, ale również sprawy państwowe. Rozwożeniem listów zajmowali się prywatni posłańcy zwani kozakami. Na bliższe odległości rolę gońców pełnili także chłopi pańszczyźniani. Koszty utrzymania posłańców i konieczność opłacenia ich podróży sprawiała, że korespondencja była stosunkowo powolna i często czekano z wysłaniem listów. Wojewoda poznański Krzysztof Opaliński pisał do brata Łukasza: Datum w dzień Świąteczny 1642, dlatego tak późno, bom nie chciał kozaka aż do Rytwian darmo turlać. Sytuację poprawiło utworzenie w 1558 roku przez króla Zygmunta Augusta stałej poczty. Początkowo łączyła ona Kraków z Wenecją (król zlecił uruchomienie jej kupcowi krakowskiemu Prosperowi Prowanie, bratu szlachcica z Piemontu Troiana, który pełnił funkcję sekretarza królowej Bony), ale z czasem objęła większość ważniejszych miast kraju. Jej działalność zanikła zupełnie w efekcie licznych wojen XVII wieku, co ponownie zmusiło magnatów do zatrudniania prywatnych gońców.

## Podróże zagraniczne

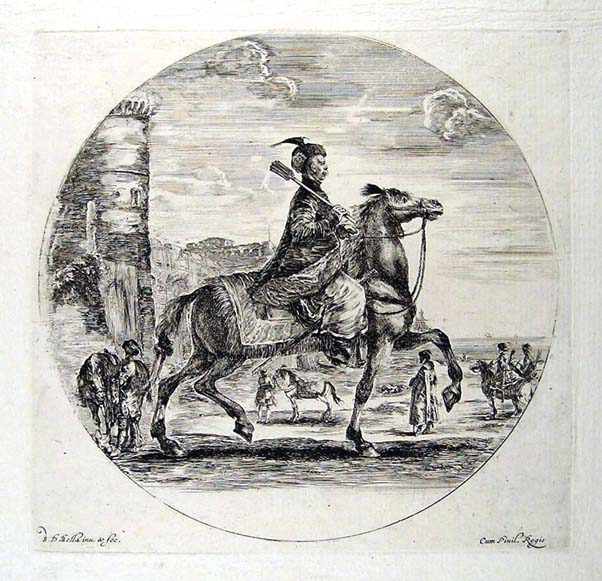
„Polski jeździec zwrócony w prawo” Stefano della Belli

Opinia o Polakach-podróżnikach nie wynikała jedynie z ich tendencji do przemieszczania się po kraju. Mieszkańcy Rzeczypospolitej rzadziej, ale wyruszali także za granicę. Szczególnie w XVI wieku popularne były wyjazdy do Italii. Wyjeżdżali tam przede wszystkim duchowni, magnaci i zamożna szlachta. Kierowały nimi nie tyle zainteresowania kulturą i sztuką, co raczej chęć zdobycia wiedzy praktycznej w sprawach prawniczych, gospodarczych i politycznej oraz dyplomacji i handlu. Powszechność podróży nie zmalała z czasem, pomimo rozpowszechnienia nacechowanych ksenofobią poglądów doby sarmatyzmu. W XVII i XVIII wieku po Europie podróżowali liczni magnaci polscy, których orszaki wzbudzały zdziwienie, a często również podziw.

### Podróże edukacyjne
Wielu polskich twórców epoki renesansu chwaliło ideę wysyłania szlacheckiej młodzieży na studia w Zachodniej Europie. Tego typu edukację uzyskał między innymi Mikołaj Kopernik studiujący w Bolonii i Padwie i Jan Kochanowski, absolwent uniwersytetu w Padwie. Nawet Mikołaj Rej, powszechnie uznawany za domatora, cytując słowa Łozińskiego: „cały obrosły mchem polskim”, pisał, że „nadobna to jest rzecz młodemu człowiekowi do cudzych krajów przyjeżdżać”. Największą popularnością cieszyły się uczelnie włoskie (Padwa, Bolonia, Rzym), później również niemieckie i francuskie.
Już Rej przestrzegał, by „młodzieniec nie tylko z poskoczki, z perfumowanymi rękawiczkami, z pstrymi kabatki do domu przyjechał”, jednak zakrojona na szerszą skalę krytyka zagranicznych wojaży narosła dopiero w XVII wieku. Wraz z rozpowszechnieniem idei sarmatyzmu, w tym poglądów o wyższości i wyjątkowości polskiej szlachty, zaczęto dostrzegać liczne niebezpieczeństwa związane z wysyłaniem młodzieży na zagraniczne studia. Jakub Sobieski pisał o Polakach, że „sroga ich rzecz, co cielęciami przyjeżdżają do cudzej ziemi, a wyjeżdżają z niej wołami”. Podobnie Andrzej Maksymilian Fredro ubolewał, że „więcej występków z obcych krajów wywozimy niźli nauki, więcej lekkości niżeli grzeczności”. W podobnym tonie wypowiadali się moraliści XVIII wieku, a także obcy obserwatorzy. Jeden z nich postawił tezę, że „jeśli duch patriotyczny wygasł w Polsce, to główną tego przyczyną były podróże”. Nie dziwi w tym świetle list hetmana Stanisława Żółkiewskiego, w którym odradzał on żonie wysyłanie syna za granicę, bo „stamtąd zgoła rzadki z czym dobrym przyjedzie”.
Na skutek krytyki od XVII wieku podróże edukacyjne, tzw. turę kawalerską, odbywali już niemal wyłącznie synowie magnatów. W większości zresztą zapisanie się na wykłady było jedynie wymówką, bo nieliczni podróżnicy rzeczywiście podejmowali studia. Tego typu wyprawę, mającą na celu raczej zabawę niż naukę, zaprezentował Ignacy Krasicki w pierwszej polskiej powieści: Mikołaja Doświadczyńskiego przypadki.

### Wyjazdy krajoznawcze i stosunek Polaków do odwiedzanych miejsc
W XVI wieku wśród zamożnej szlachty sporą popularnością cieszyły się krajoznawcze wyprawy do Europy Zachodniej, przede wszystkim Włoch. Miały one swoje korzenie w prądach humanistycznych i poglądach doby renesansu. Podróżował m.in. Jan Kochanowski, co opisał we fraszce Do gór i lasów:

Co wadzi, póki lata nie zajdą leniwe,
Widzieć szeroki Dunaj, widzieć Alpy krzywe,
Albo gdzie wpośrzód morza sławne miasto leży,
Albo gdzie pod mur dawny bystry Tyber bieży...

W długą podróż po obcych krajach wybrał się również wojewoda sieradzki Stanisław Łaski. Miał on w połowie XVI wieku odwiedzić Włochy, Niemcy, Francję, Hiszpanię, Węgry, Turcję, a także kraje Azji i Afryki. Krótsze wyprawy podejmowali m.in. Jan Szczęsny Herburt i Jan Tęczyński. Popularność tego typu wyjazdów nie zmalała w pierwszej połowie XVII wieku.
Z epoki sarmatyzmu zachowały się przede wszystkim listowne relacje magnatów, którzy Rzeczpospolitą opuszczali w misjach dyplomatycznych, ale także ich diariusze wspominające duże liczby rodaków spotykanych na traktach. Większość z nich powracała z obcych krajów utwierdzona w mniemaniu o wyższości Polaków nad innymi narodami. Jerzy Ossoliński niemal z pogardą mówił o Holendrach: „rusticitas pysznego chłopstwa, tj. panach tam urzędujących”. Podobnie młody Andrzej Stanisław Załuski, późniejszy kanclerz wielki koronny i biskup, z politowaniem opisywał w swoich pamiętnikach hiszpańskich i portugalskich dostojników, których uważał za „ludzi grubego umysłu” i „prostaków”. Nie inaczej w 1624 roku wyrażał się o Szwajcarach towarzyszący księciu Władysławowi Wazie sekretarz królewski Stefan Pac, oburzony familiarnością, którą „to chłopstwo sobie uzurpowało”. Wyjątek na tym tle stanowili podróżnicy w rodzaju Jana Zawadzkiego. Ten w 1633 roku wyruszył w misji dyplomatycznej do Anglii. Po drodze miał okazję odwiedzić port w Amsterdamie, na temat którego zapisał: „Oby i u nas to wszystko widzieć można!”
Liczni magnaci przy okazji wyjazdów zajmowali się również zwiedzaniem obcych krajów. Ich relacje często ukazują zauważalny brak wykształcenia i ignorancję. Przykładem mogą być zapiski wojewody mińskiego Krzysztofa Zawiszy, który w 1700 roku wybrał się w podróż do Włoch. Wyżej cenił on „księgi z drzewa robione, których od prawdziwych ksiąg rozróżnić trudno” niż malowidła Tintoretta i Tycjana, a bolońską wieżę Asinellego ochrzcił mianem „oślej wieży”. Chwalił również Sąd Ostateczny w kaplicy sykstyńskiej „malowany od sławnego malarza Archanioła Gabriela”.

### Podróże magnackie i związane z nimi koszty

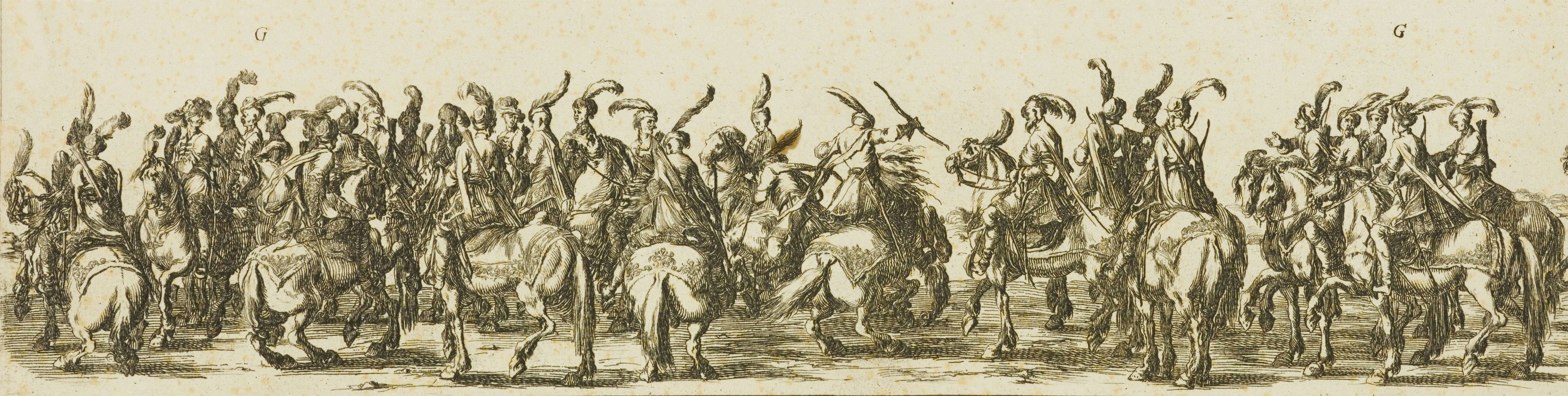
Wjazd poselstwa Jerzego Ossolińskiego do Rzymu w 1633 roku (fragment); rysował Stefano della Bella.

Podobnie jak w kraju, tak i za granicą orszaki polskich magnatów były bardzo bogate i liczne. Najokazalsze były wjazdy poselstw polskich do stolic obcych mocarstw; poseł reprezentował tu nie tylko własną świetność, ale przede wszystkim potęgę i bogactwo Rzeczypospolitej. Sprawujący poselstwo do Stolicy Apostolskiej Jerzy Ossoliński wkroczył w roku 1633 do Rzymu w sto koni i wielbłądów przybranych w zdobione złotem, srebrem i półszlachetnymi kamieniami uprzęże. Zasiadała na nich szlachta w narodowych strojach oraz jeńcy z krajów wschodu (Tatarzy, Turcy). Konie podkuto tak, by podczas przejazdu gubiły na bruku złote podkowy, a młodzież szlachecka rzucała w tłum dukatami.
Tego typu ceremonie były bardzo widowiskowe, nie dziwią więc słowa angielskiej XVIII-wiecznej historyczki Cathariny Macaulay, która przypisywała Polakom obfitość „cech zbytkowych”. Magnackie wyjazdy były też wyjątkowo drogie. Przykładowo dyplomatyczna podróż Michała Radziwiłła do Austrii i Włoch w 1674 roku kosztowała 744 000 złp. i pochłonęła subsydia papieskie udzielone Rzeczypospolitej na wojnę z Turcją.
Przekonujący dowód kosztowności zagranicznych wojaży pozostawił hetman Krzysztof Radziwiłł w Ultimatum skierowanym do opiekuna jego syna, Janusza:

Nie na tom go do cudzych krajów wysłał, nie na taki koszt ważę, aby się Janusz norymberskich pierniczków robić nauczył; siedźcie tam sobie jako raczycie, nudźcie się, jako chcecie, bo o was pewnie ani wiedzieć, ani myśleć nie będę (...) i halerza jednego nie poślę, choćbyście w turmie zgić mieli

Ten ostry w słowach list był odpowiedzią na koszty podróży, która „już za te dwie lecie, jako z Polski wyjechali, wzięła ponad 100 000 złp”.

### Podróże wojskowe
Swoistym rodzajem podróży zagranicznych były akcje zbrojne w obcych krajach. Za granicą (tj. na Zachodzie) wojowali przede wszystkim Lisowczycy, ale w wyjątkowych przypadkach poza tereny państw bezpośrednio graniczących z Rzecząpospolitą zapuszczało się również wojsko kwarciane, a nawet pospolite ruszenie. Przykładem jest kampania Stefana Czarnieckiego w Danii w 1659 roku, końcowy etap potopu szwedzkiego. Jej przebieg, a także zwyczaje i życie mieszkańców Danii, w koloryzowany sposób opisał w swoich pamiętnikach jeden z uczestników walk:

Lud tam nadobny; białogłowy gładkie i zbyt białe, stroją się pięknie, ale w drewnianych trzewikach chodzą i wieskie i miesckie. Gdy po bruku w mieście idą, to taki czynią kołat, co nie słychać, kiedy człowiek do człowieka mówi; wyższego zaś stanu damy to takich zażywają trzewików jako Polki... Łóżka do sypiania mają w ścianach zasuwane tak jako szafa, a pościeli tam okrutnie siła ścielą. Nago sypiają, tak jako matka urodziła i nie mają tego za żadną sromotę, rozbierając się i ubierając jedno przy drugim, a nawet nie strzegą się i gościa, ale przy świecy zdejmują wszelki ormament; a na ostatku i koszulę zdejmie i powiesza to wszystko na kołeczkach, i dopiero tak nago, drzwi pozamykawszy, świecę zgasiwszy, to dopiero w ową szafę wlezie spać... Wołu, wieprza albo barana kiedy zabiją, to najmniejszej krople krwie nie zepsują, ale ją wytoczą w naczynie; namieszawszy w to krup jęczmiennych albo tatarczanych to tym kiszki owego bydlęcia nadzieją, razem w kotle uwarzą i osnują to wieńcem na wielkiej misie przy każdym obiedzie i jedzą za wielki specyjał...

### Stosunek do rodaków za granicą
Po Europie podróżowało w XVII wieku bardzo wielu Polaków, czego dowód daje diariusz prowadzony przez zwiedzających Europę synów wojewody bełskiego Jakuba Sobieskiego. Zetknęli się oni osobiście z około trzydziestoma rodakami, w tym nie tylko magnatami, ale również przedstawicielami szlachty średniej. Liczba okazuje się wyjątkowo duża, jeśli uwzględnić nakaz do którego starali się stosować podróżnicy. Wojewoda przykazał im bowiem listownie: „Co się tknie konwersacji z naszymi Polakami to już miłością ojcowską proszę was dla Boga, rozkazuję i zaklinam pod błogosławieństwem, abyście jak najostrożniej postępowali i Pana Boga o to prosić będę, aby jak najmniej Polaków było, gdzie wy będziecie stać”. Ojcowskie słowa obrazować miały powszechne mniemanie o kłótliwości, plotkarstwie, zawiści, marnotrawstwie i złych obyczajach większości przebywających za granicą obywateli Rzeczypospolitej, „z których rzadki czym się tam dobrym bawi”. W źródłach zachowały się inne tego typu przestrogi, choć brakuje dowodów jakoby rzeczywiście przeważająca część polskich podróżników posiadała wymienione pejoratywne cechy. Trudno również przyjąć, że Polacy wyróżniali się pod względem wad na tle przybyszów z innych krajów.

### Polacy poza Europą

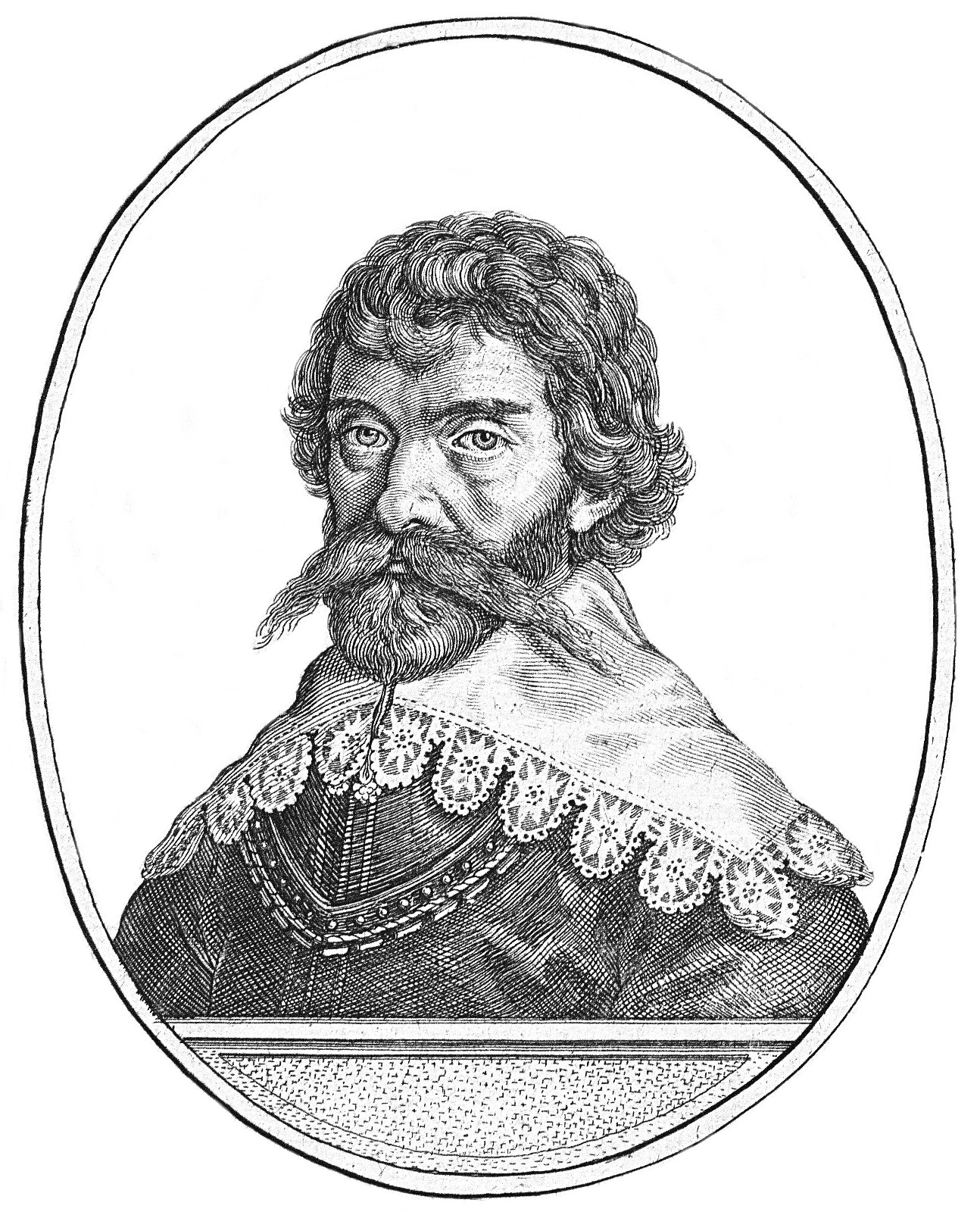
Krzysztof Arciszewski w służbie holenderskiej

Rzeczpospolita nie była zainteresowana ekspansją kolonialną (jedyny wyjątek stanowił lennik Polski, książę Kurlandii i Semigalii, Jakub Kettler, który w połowie XVII wieku bezskutecznie próbował zakładać kolonie w Gambii i na Karaibach), ale w źródłach historycznych zachowały się pewne informacje o polskich podróżnikach odwiedzających Indie, Amerykę i inne dotąd nieznane ziemie. Byli to zarówno działający na własną rękę awanturnicy, jak i ludzie uczestniczący w oficjalnych misjach krajów kolonialnych – Portugalii, Hiszpanii i Holandii.
Kilka różnych dokumentów ukazuje podróże Polaków do Indii, a przede wszystkim założonej tam portugalskiej kolonii Goa. Zachował się list Krzysztofa Pawłowskiego, który w kwietniu 1596 roku wyruszył tamże z Lizbony. W listach do przyjaciół opisał dość dokładnie przebieg półrocznej żeglugi: minięcie Przylądka Dobrej Nadziei, fortecy Maszembik (Mozambik) i opływanie Wyspy św. Wawrzyńca (Madagaskaru). Wspomniał też liczne niebezpieczeństwa, z którymi musiała borykać się wyprawa: niekorzystne wiatry, burze, uciążliwy klimat i dziesiątkujące załogę choroby (z 500 osób do celu dotarło 160). Pawłowski z Goa wyruszył do położonej 600 km dalej twierdzy Diu. Po drodze sporządził zapiski na temat przyrody i obyczajów panujących w Indiach. Szczególne zdziwienie wywołały u niego elefanty, czyli słonie. Nie mógł też zrozumieć dlaczego Europejczycy żenią się z tubylczymi kobietami: Choć ten sam rodzaj jest czarny, jednak je pojmują Portugalczycy. I od nich się rodzą dzieci okopciałe. Prawdopodobnie był to pierwszy opis Indii sporządzony przez Polaka. Do tego kraju dotrzeć miał także kasztelan brzesko-kujawski, podróżnik i dyplomata Erazm Kretkowski (1508–1558). Informacje na temat jego wędrówek pochodzą przede wszystkim z epitafium autorstwa Jana Kochanowskiego, które znajduje się na jego grobie w Padwie. Zgodnie z tekstem Kretkowski miał podróżować po Europie: „Widział Istr dwuimienny, Ren i Tagus sławny” i w Indiach „był (...) gdzie się Ganges toczy”. Kochanowski przypisał mu nawet dotarcie do źródeł Nilu, choć informacja ta nie jest prawdziwa (odkrycie wypływu Nilu z Jeziora Wiktorii przypisuje się wyprawie Johna Speke’a w 1861 roku).
Do Goa podróżowali także inni obywatele Rzeczypospolitej m.in. niejaki Gabriel znany jedynie z imienia, oraz zajmujący się handlem Jan Tregier. Spisy załóg statków portugalskich sugerują, że Polaków mogło być znacznie więcej. Nazwiska takie jak Przebicius, Stenislaus, Ochendorco, czy Jarzeki mogły, choć nie musiały należeć do obywateli Rzeczypospolitej. Był wśród nich Jan Bocian – pochodzący z Poznania kapitan kilku statków w Lizbonie. Sporo wiadomo także o gdańszczanach podróżujących na wschód. Do Indii wyruszyli między innymi pochodzący z patrycjuszowskich rodzin Hans Munkenbeck i nieznany z imienia von Holten. Inną kategorię podróżników stanowili misjonarze, wysyłani przede wszystkim przez zakon Jezuitów. Jednym z nich był Michał Piotr Boym (1614-1659), który odwiedził Indie i Chiny.
Polacy wyruszali także do Ameryki, czego przykładem był Krzysztof Arciszewski, szlachcic skazany na wygnanie za zabójstwo, który po opuszczeniu kraju w roku 1623 osiadł w Holandii. Następnie jako kapitan piechoty wziął udział w ekspedycji holenderskiej do Brazylii, podczas której awansował do rangi admirała. Prawdopodobnie był to jedyny polski konkwistador, nic więc dziwnego, że jego postać zainspirowała wielu pisarzy m.in. Jerzego Bohdana Rychlińskiego (Przygody Krzysztofa Arciszewskiego, 1935, Admirał, czart i Cyganka, 1973).
Inni polscy podróżnicy w Ameryce to m.in. pułkownik wojsk holenderskich i (od 1646 roku) generalny gubernator posiadłości holenderskich w Brazylii Zygmunt Szop oraz towarzyszący mu żołnierz Władysław Konstanty Wituski.
Niekiedy polskie prace historyczne wspominają też o Żydzie pochodzącym z Poznania – Gasparze (1455-1510). Podróżnik ten drogą lądową dotarł do Indii, gdzie zetknął się z wyprawą portugalską Vasco da Gamy. Został przewodnikiem ekspedycji, a także przyjął chrzest, otrzymując nazwisko jej dowódcy. Postać tę rzadko wpisuje się w polską historię, ponieważ Gaspar opuścił Rzeczpospolitą we wczesnej młodości, a następnie z wyboru został Portugalczykiem.